# Familiaris consortio

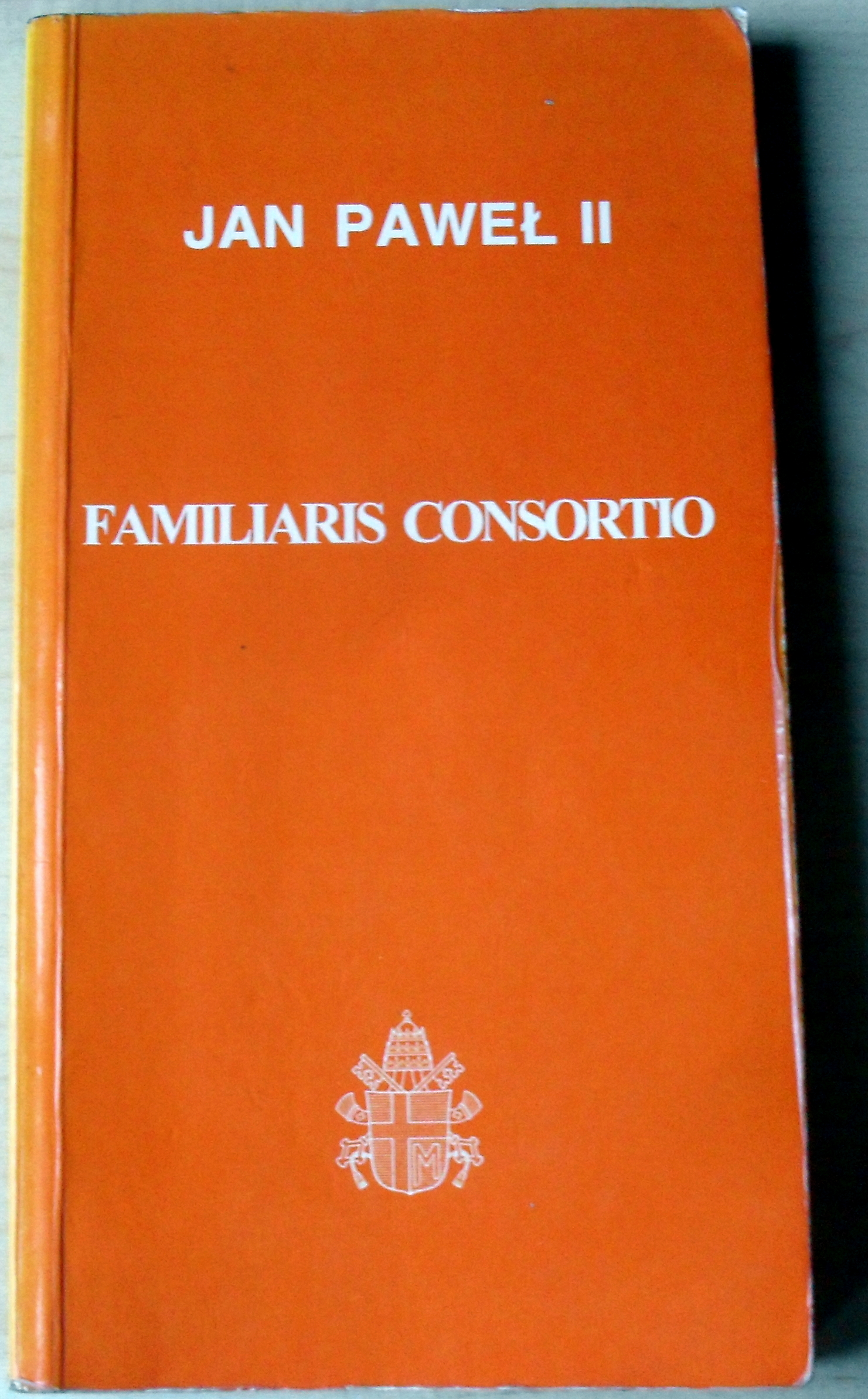
Familiaris Consortio

A Familiaris consortio (latinul: ’családi közösség’) II. János Pál pápa apostoli buzdítása a családról. 1981. november 22-én adták ki. Nyomtatásban a Szent István Társulatnál jelent meg, dr. Diós István fordításában. Ez a dokumentumtípus a pápai megnyilatkozások más műfajaihoz hasonlóan hagyomány szerint első két szaváról kapja a címét.
A dokumentum alapja az 1980-as püspöki szinódus, amelynek témáját „a keresztény család mai feladatai” képezték. A pápa addig nem szokványos módon nemcsak figyelembe vette, de több esetben szó szerint idézte a szinódus javaslatait, tehát magas szinten felhasználta az atyák munkáját.

## Tartalma
- Első rész: A család fény- és árnyoldalai korunkban
- Második rész: Isten terve a családról és a házasságról
- Harmadik rész: A keresztény család feladatai
  - I. Egy személyes közösség kialakítása
  - II. Az élet szolgálata
  - III. Részesedés a társadalom fejlődésében
  - IV. Részesedés az egyház életében és küldetésében
- Negyedik rész: A családi pasztoráció időszakai, formái, munkásai és nehéz esetei

## Tanítása
Az 1970-es években az egyház úgy ítélte meg, hogy a család megítélése komoly mértékben romlott. Ezt a római katolikus egyház feladatként ismerte fel, és a pápa, aki mindig nagy hangsúlyt fektetett lelkipásztori tevékenységében a család védelmére, szükségesnek látta összefoglalni mindazt, ami akkor aktuálisnak és fontosan tűnt.
A dokumentum a problémafelvetéssel kezdődik, majd a teológiai megalapozás következik. Eszerint az Isten eredeti terve, hogy az ember házasságban, ill. családban éljen. Ez alkotja az egyházat és a társadalmat. A keresztény család első és legfontosabb célja az élet szolgálata, ezért a harmadik részben megerősíti a Humanae vitae enciklika tanítását a fogamzásgátlásról és az abortuszról. Mivel a keresztény család a társadalom alapsejtje is, kifejti a feladatát a társadalom keresztény szempontok szerinti építésében is. Végül gyakorlati lelkipásztori kérdések következnek a papok, lelkigondozók, családterapeuták számára.